# Бауљионе (Пескара)
Бауљионе (итал. Bauglione) је насеље у Италији у округу Пескара, региону Абруцо.
Према процени из 2011. у насељу је живело 81 становника. Насеље се налази на надморској висини од 465 м.